# Pompiano
Pompiano – miejscowość i gmina we Włoszech, w regionie Lombardia, w prowincji Brescia.
Według danych na rok 2004 gminę zamieszkiwały 3382 osoby, 225,5 os./km².